# NGC 3686
NGC 3686 (również PGC 35268 lub UGC 6460) – galaktyka spiralna z poprzeczką (SBbc), znajdująca się w gwiazdozbiorze Lwa. Odkrył ją William Herschel 14 marca 1784 roku.